# Livingston County (New York)
Livingston County ist ein County im Bundesstaat New York der Vereinigten Staaten. Bei der Volkszählung im Jahr 2020 hatte Livingston County 61.834 Einwohner und eine Bevölkerungsdichte von 37,8 Einwohnern pro Quadratkilometer. Der Verwaltungssitz (County Seat) ist Geneseo.

## Geographie
Das County hat eine Fläche von 1.658,3 Quadratkilometern, wovon 22,0 Quadratkilometer Wasserfläche sind. Das einzig größere Gewässer im County ist der Conesus Lake, durch den Teile der Grenzen zu Ontario County und Monroe County verlaufen. Das größte Fließgewässer ist der Canagasera Creek, ein rechter Zufluss des Genesee River im Südwesten des Countys. Nennenswerte Anhöhen fehlen vollständig.

### Umliegende Gebiete
| Genesee County                | Monroe County                  | Monroe County Ontario County |
| Genesee County Wyoming County |                                | Ontario County               |
| Allegany County               | Allegany County Steuben County | Steuben County               |

## Geschichte
Das County wurde am 23. Februar 1821 aus Genesee County und Ontario County gebildet. Benannt wurde es nach Robert R. Livingston (1746–1813), einem Abgeordneten des Kontinentalkongress aus New York. Teile Allegany Countys wurde 1846 und 1856 annektiert. Im Jahr 1860 hatte das County 39.256 Einwohner.

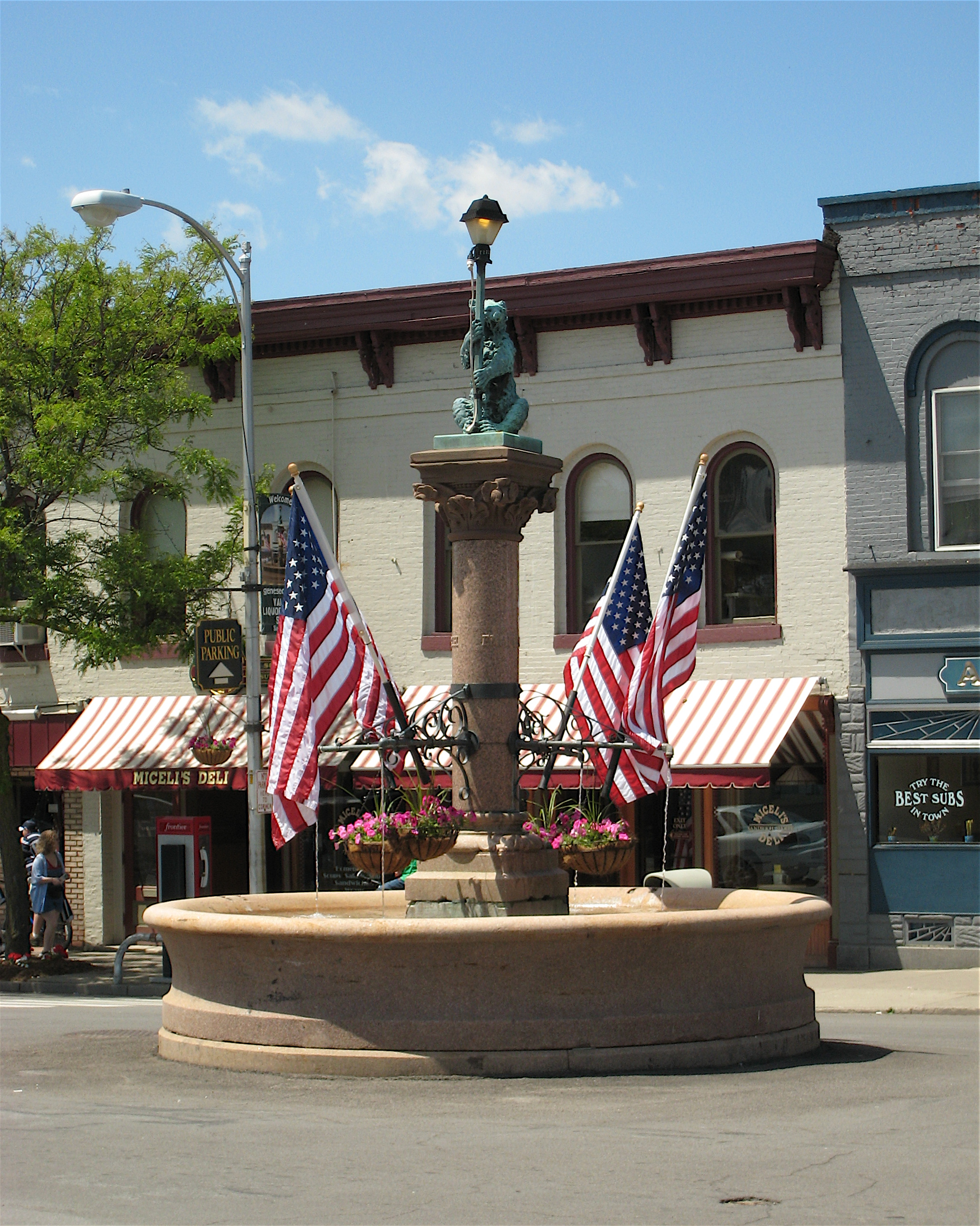
Springbrunnen (2007) im Geneseo Historic District

Ein Ort hat den Status einer National Historic Landmark, der Geneseo Historic District. 91 Bauwerke und Stätten des Countys sind insgesamt im National Register of Historic Places eingetragen (Stand 19. Februar 2018).

### Einwohnerentwicklung
| Jahr      | 1800   | 1810   | 1820   | 1830   | 1840   | 1850   | 1860   | 1870   | 1880   | 1890   |
| --------- | ------ | ------ | ------ | ------ | ------ | ------ | ------ | ------ | ------ | ------ |
| Einwohner | –      | –      | –      | 27.729 | 35.140 | 40.875 | 39.546 | 39.309 | 39.562 | 37.801 |
| Jahr      | 1900   | 1910   | 1920   | 1930   | 1940   | 1950   | 1960   | 1970   | 1980   | 1990   |
| Einwohner | 37.059 | 38.037 | 36.830 | 37.560 | 38.510 | 40.257 | 44.053 | 54.041 | 57.006 | 62.372 |
| Jahr      | 2000   | 2010   | 2020   | 2030   | 2040   | 2050   | 2060   | 2070   | 2080   | 2090   |
| Einwohner | 64.328 | 65.393 | 61.834 |        |        |        |        |        |        |        |

## Städte und Ortschaften
Zusätzlich zu den unten angeführten selbständigen Gemeinden gibt es im Livingston County mehrere villages.
| Ortschaft       | Status | Einwohner (2010) | Gesamte Fläche [km²] | Landfläche [km²] | Bevölkerungsdichte [Einwohner / km²] | Gründung      | Besonderheit |
| --------------- | ------ | ---------------- | -------------------- | ---------------- | ------------------------------------ | ------------- | --- |
| Avon            | town   | 7.164            | 106,9                | 106,7            | 67,1                                 | Jan. 1789     | Gegründet unter dem Namen Hartford; umbenannt 1808                                                                    |
| Caledonia       | town   | 4.255            | 114,3                | 113,6            | 37,5                                 | 13. März 1802 | Gegründet unter dem Namen Southampton; umbenannt am 4. April 1806                                                     |
| Conesus         | town   | 2.473            | 92,9                 | 85,2             | 29,0                                 | 30. März 1802 | Gegründet unter dem Namen Freeport; umbenannt in Bowersville am 26. März 1825; umbenannt in Conesus am 15. April 1825 |
| Geneseo         | town   | 10.483           | 116,9                | 113,8            | 92,1                                 | Jan. 1789     | County Seat |
| Groveland       | town   | 3.249            | 103,2                | 101,3            | 32,1                                 | 27. Jan. 1789 | |
| Leicester       | town   | 2.200            | 87,9                 | 87,9             | 25,0                                 | 30. März 1802 | Gegründet unter dem Namen Leister; umbenannt am 9. Februar 1805                                                       |
| Lima            | town   | 4.305            | 82,7                 | 82,6             | 52,1                                 | 27. Jan. 1789 | Gegründet unter dem Namen Charleston; umbenannt am 6. April 1808                                                      |
| Livonia         | town   | 7.809            | 106,4                | 99,1             | 78,8                                 | 12. Feb. 1808 | |
| Mount Morris    | town   | 4.465            | 130,3                | 130,0            | 34,3                                 | 17. Apr. 1818 | |
| North Dansville | town   | 5.538            | 25,5                 | 25,5             | 217,2                                | 27. Feb. 1846 | |
| Nunda           | town   | 3.064            | 96,1                 | 96,1             | 31,9                                 | 11. März 1808 | |
| Ossian          | town   | 789              | 102,7                | 102,7            | 7,7                                  | 11. März 1808 | Gehörte bis 1856 zu Allegany County                                                                                   |
| Portage         | town   | 884              | 69,0                 | 68,4             | 12,9                                 | 8. März 1827  | |
| Sparta          | town   | 1.624            | 72,0                 | 72,0             | 22,6                                 | Jan. 1789     | |
| Springwater     | town   | 2.439            | 137,6                | 137,5            | 17,7                                 | 17. Apr. 1816 | |
| West Sparta     | town   | 1.255            | 86,6                 | 86,6             | 14,5                                 | 27. Feb. 1846 | |
| York            | town   | 3.397            | 127,7                | 127,7            | 26,6                                 | 26. März 1819 | |

### Villages
| - Avon* - Caledonia* - Dansville - Leicester* | - Lima* - Livonia* - Mount Morris* - Nunda* |

* Village liegt innerhalb des gleichnamigen Stadtgebiets.